# Borsa di Tel Aviv

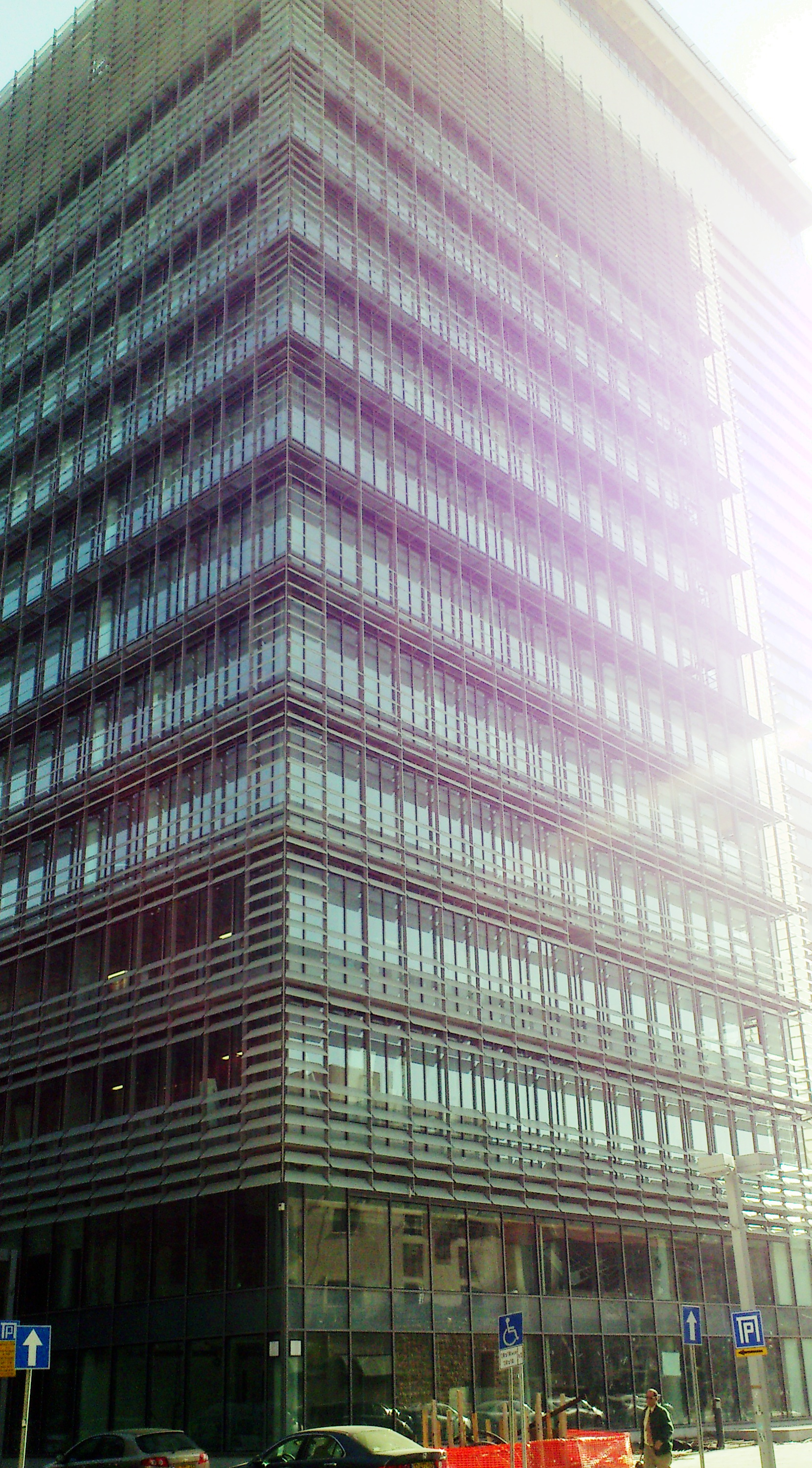

La Borsa di Tel Aviv, o in inglese Tel Aviv Stock Exchange (abbr. "TASE") (in ebraico הבורסה לניירות ערך בתל אביב‎?) è l'unica borsa valori israeliana. Sul TASE sono quotate oltre 600 azioni, circa 600 tra titoli di Stato e obbligazioni e circa 200 ETF.
I 35 titoli a maggiore capitalizzazione sono rilevati dall'indice TA-35.